# Schloss Bisamberg

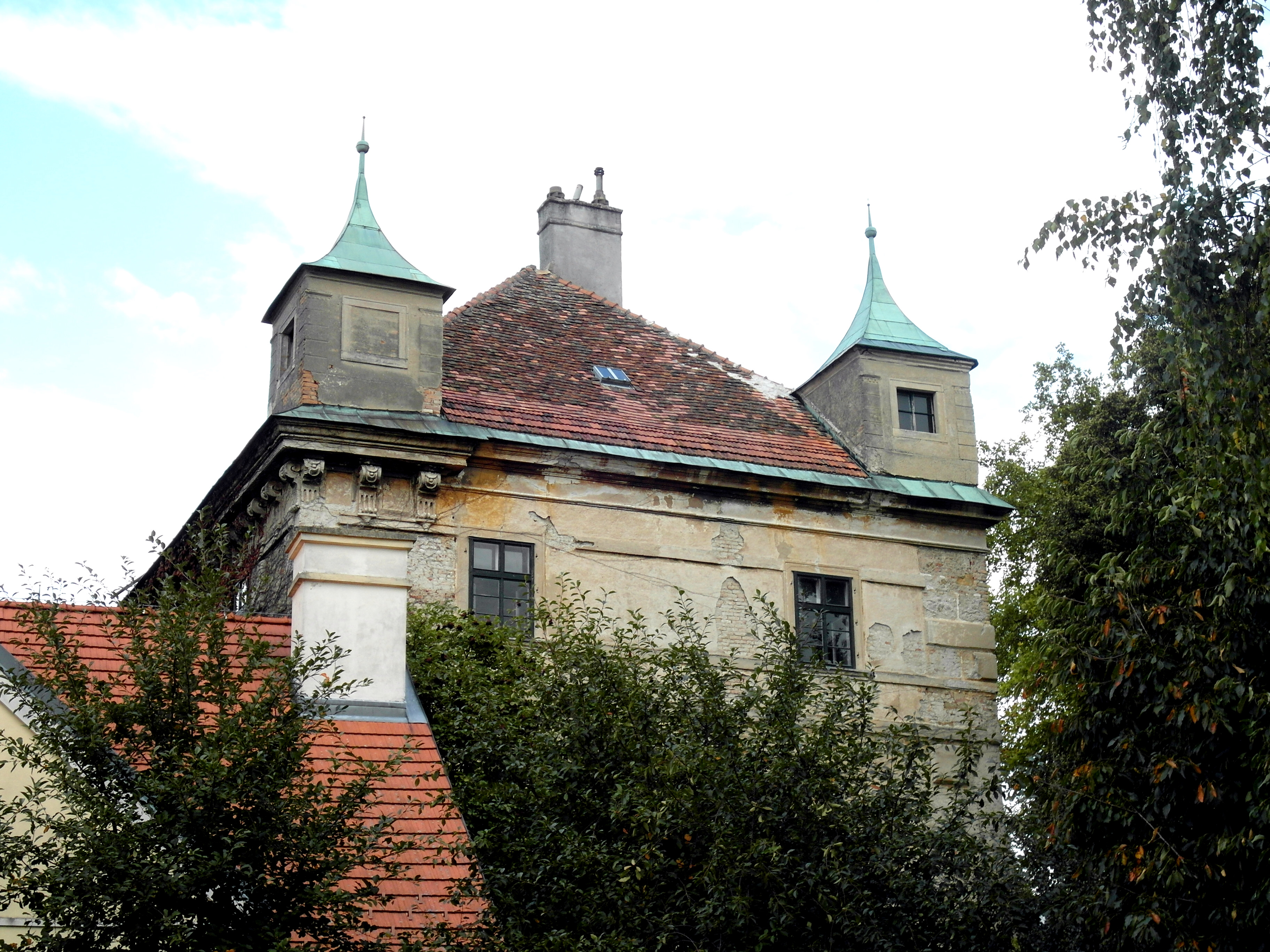
Ansicht des Schlosses von Südwesten

Das Schloss Bisamberg ist ein unter Denkmalschutz stehendes ehemaliges Wasserschloss an der Hauptstraße im Zentrum der Marktgemeinde Bisamberg (Niederösterreich). Die Fassaden haben eine Spätrenaissancegliederung mit frühbarocken Ergänzungen.

## Geschichte
Im Jahre 1130 wurde erstmals eine Herrschaft Bisamberg urkundlich erwähnt. Eine weitere Urkunde aus dem Jahre 1203 belegt, dass Prun (Bruno) de Puisenberg (Pisenberger) vom Stift Vormbach ein Wirtschaftshof und dazugehörige Weingärten überlassen wurden. Dieser Herrenhof der Pisenberger und nachfolgender Geschlechter stand vermutlich bereits an der Stelle, an der sich heute das Schloss befindet.
Im Jahre 1568 erwarb der katholische Hofvizekanzler Johannes Baptist Weber das Dorf Bisamberg samt dem Freihof und nach der Übernahme der Herrschaft durch seinen gleichnamigen Sohn im Jahre 1586 wurden die alten Gebäude abgerissen und das Schloss im Renaissancestil errichtet. Ein Stich von Georg Matthäus Vischer aus dem Jahre 1672 zeigt den dreigeschoßigen Renaissancebau mit vier aufgesetzten Ecktürmchen, umgeben von einem Wassergraben und flankiert von zwei Bastionen, der vorne über die Stiege und seitlich über eine Zugbrücke erschlossen wird.
Nach dem Aussterben der Familie Weber im Mannesstamm ging der Besitz im Jahre 1637 durch Heirat der Katharina Freiin von Weber an Ernst Graf von Abensperg und Traun. Aus dieser Ehe ging die im Jahre 1649 geborene Tochter Margarete hervor, die als Gräfin Strattmann in zweiter Ehe im Jahre 1685 in den Besitz der Herrschaft Bisamberg kam.
Nach Brandschäden in den Jahren 1661 und 1663 kam es in der zweiten Hälfte des 17. Jahrhunderts zu baulichen Veränderungen. Weitere Veränderungen folgten Ende des 18./Anfang des 19. Jahrhunderts. Anlässlich einer Renovierung im Jahre 1821 wurde der Wassergraben zugeschüttet und mit Obstbäumen bepflanzt.
Dem Schloss war ein langgestrecktes Gebäude mit einem Torturm vorgelagert, in welchem das herrschaftliche Gericht und die Gefängniszellen untergebracht waren und das 1848 abgerissen wurde.
Der straßenseitig gelegene Schlossgarten und der darin stehende Schüttkasten wurden 1985 bis 1987 von der Marktgemeinde Bisamberg erworben und der Schüttkasten zu einer Mehrzweck-Veranstaltungshalle umgebaut.
Zu Beginn des 19. Jahrhunderts kam es zu größeren Veränderungen, wobei klassizistische Akzente gesetzt wurden. 1945 wurde das Gebäude vollständig ausgeplündert. Fußböden, Fenster und Türstöcke wurden verheizt und das Dach zerstört. Bisamberg blieb bis 1961 bei der Familie Abensperg-Traun und wurde dann an Dipl.-Ing. Gottfried Petricek verkauft, der es sanieren ließ. Das Schloss ist in Privatbesitz.
Im Schlossgarten steht eine alte römische Säule, die der Gemeinde vom Archäologiepark Carnuntum zur Verfügung gestellt wurde und links vom Eingang in den Park ist eine moderne Plastik „Venus von Bisamberg“ aus Bisamberger Sandstein, die der Wiener Bildhauer Wolfgang Krebs 1989 geschaffen hat.

## Baubeschreibung

### Außen
Die Mittelachse des rechteckigen, langgestreckten, dreigeschoßigen Baukörpers wird durch gekuppelte Fenster betont. Ein Ziegelwalmdach schließt den Baukörper ab. An den Ecken sind Turmaufsätze, die später mit geschweiften Zeltdächern versehen wurden. Die Fassade hat eine einheitliche Spätrenaissancegliederung durch Kordonbänder und kräftige Ecksteine. Sie wurde an der Eingangsfront nach 1667 zu einer frühbarocken Putzplattengliederung ergänzt und wird durch ein Kranzgesims auf Volutenkonsolen abgeschlossen. In der Mittelachse ist ein mit 1568 bezeichnetes mächtiges Rundbogenportal mit einer klassizistischen Doppelflügeltür. Anfang des 19. Jahrhunderts wurde eine klassizistische Altane auf Doppelsäulen vorgebaut. Über dem Balkon ist eine aus mehreren Teilen zusammengesetzte Tafel aus Gusseisen mit einer Bauinschrift aus dem Jahre 1568.
In der Mittelachse der Gartenfront ist eine vorgebaute Kapelle. Sie ist über einem giebelartig überdachten Unterbau errichtet und hat im Erdgeschoß ein Rundbogenportal.

### Innen
Alle drei Geschoße sind durch eine dreiläufige Treppe verbunden und haben durchgehende Mitteflurhallen. Im Treppenhaus ist eine teilweise freigelegte ursprünglich spätbarocke Dekorationsmalerei aus der ersten Hälfte des 18. Jahrhunderts. Im zweiten Geschoß ist ein dreiachsiger durchgehender Festsaal, der parallel zum Mittelflur gelegen ist.